# Lâu đài ở Rawa Mazowiecka

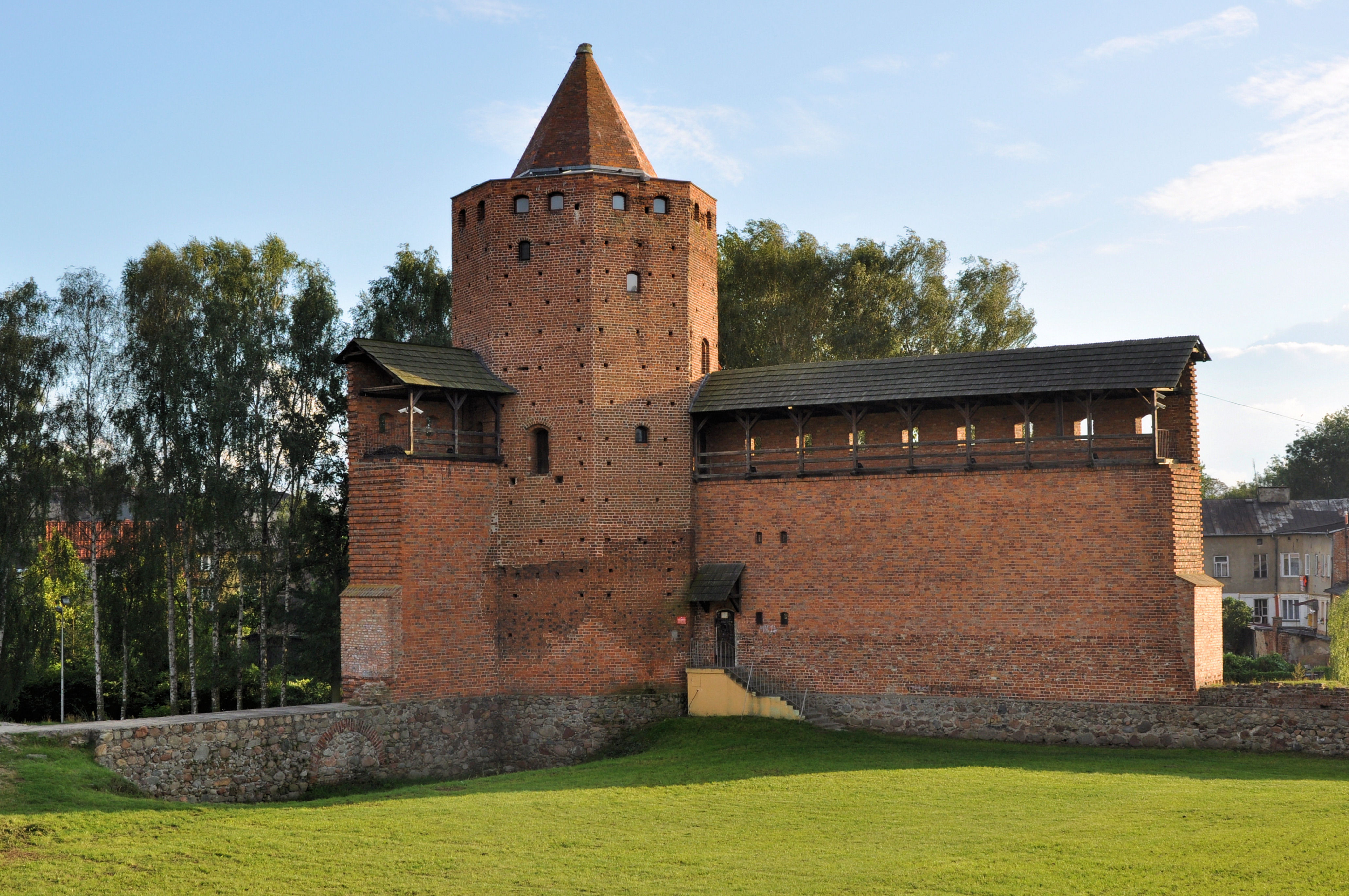
Lâu đài ở Rawa Mazowiecka (2010)

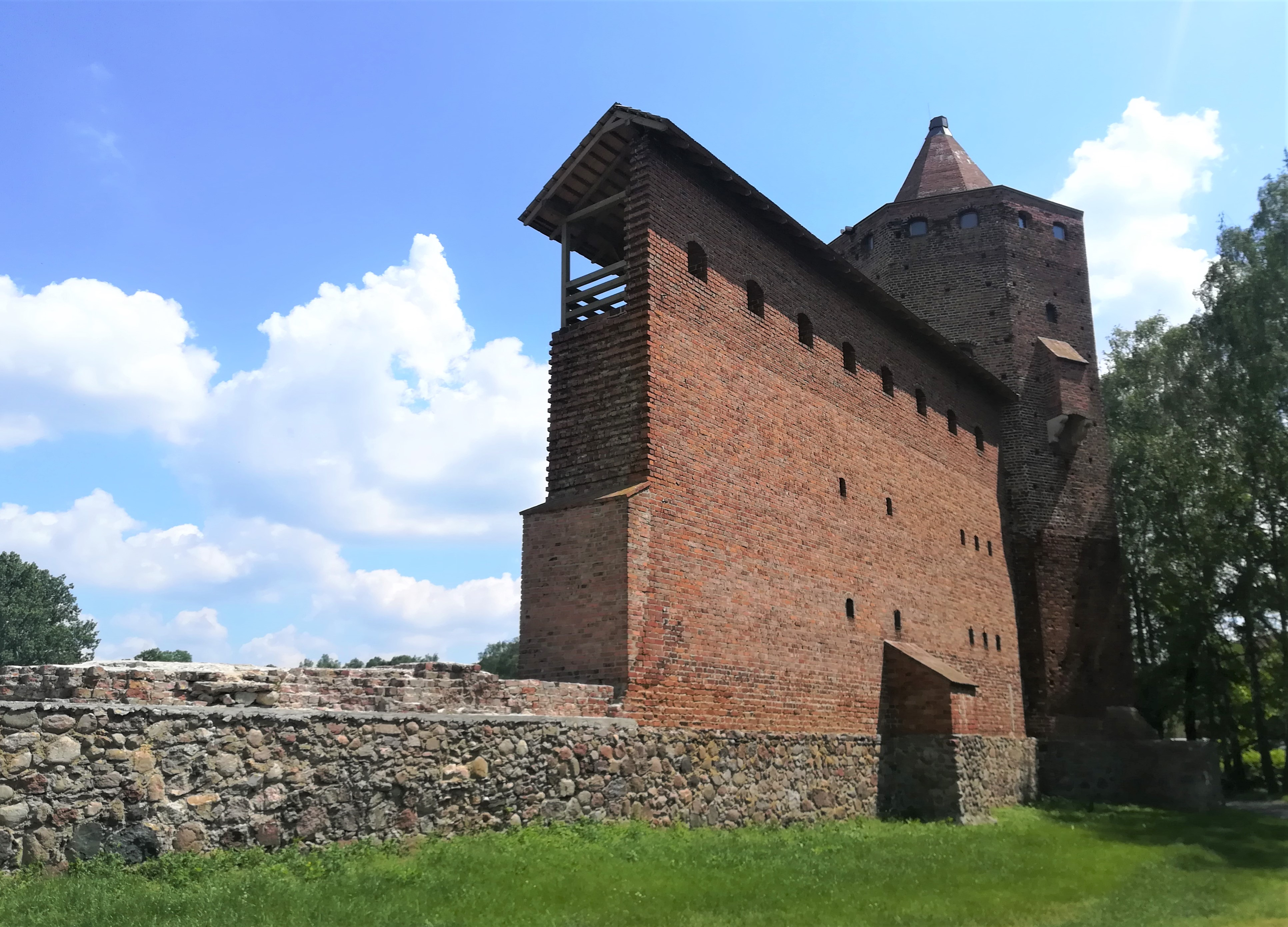
Phần tường (2020)

Lâu đài ở Rawa Mazowiecka (tiếng Ba Lan: Zamek w Rawie Mazowieckiej) là một lâu đài lịch sử có từ thời Trung Cổ (hiện nay là tàn tích), mang phong cách Gothic, ở thị trấn Rawa Mazowiecka, huyện Rawski, tỉnh Łódźkie, Ba Lan. Hiện tại, đây là một trong những địa danh thu hút du khách ở thị trấn. Công trình kiến trúc này có tên trong danh sách di tích.

## Lịch sử
| Mốc lịch sử                       | Mô tả |
| --------------------------------- | --- |
| Thế kỷ 14                         | Lâu đài được xây dựng theo lệnh của Hoàng tử Siemowit III, và có lẽ được hoàn thành bởi con trai ông là Siemowit IV vào cuối thế kỷ 14.   |
| Năm 1507                          | Một trận hỏa hoạn xảy ra tại lâu đài. |
| 1517-1521                         | Lâu đài được xây dựng lại, và được bổ sung thêm các công sự chống lại các cuộc tấn công của pháo binh.                                    |
| Thời kỳ Thuỵ Điển xâm lược Ba Lan | Lâu đài bị quân địch chiếm đóng, cướp bóc và cho nổ tung một phần.                                                                        |
| Năm 1766                          | Người đứng đầu thị trấn - Franciszek Lanckoroński bắt đầu xây dựng lại lâu đài.                                                           |
| 1795-1806                         | Quân Phổ phá hủy hầu hết các kiến trúc trong lâu đài. Sau đó, quân lính bắt đầu xây dựng bệnh viện và nhà ở cho chỉ huy quân Phổ tại đây. |
| Năm 1821                          | Công trình kiến trúc này chỉ còn lại tòa tháp chính.                                                                                      |
| Hiện nay                          | Đây là một trong những địa danh thu hút du khách ở thị trấn.                                                                              |